# Escobaria
Az Escobaria a kaktuszfélék (Cactaceae) családjába tartozó kaktuszformák (Cactoideae) alcsaládjának egy nemzetsége. A kaktuszrendszertan bonyolult fejlődésének eredményeként egyes fajait, csoportjait többször is átsorolták. Így például az Escobaria missouriensis régebben az alig néhány fajból álló Neobesseya nemzetség egyik faja volt; az E. viviparát sokan máig a Coryphanta nemzetségbe teszik stb.
További fajait:
- Fobea (Frič)
- Escobesseya (Hester)
- Cochiseia (W.H. Earle),
- Escocoryphanta (Doweld)

nemzetségekben tartották nyilván.
A nemzetség nevét a mexikói Escobar fivérekről:
- Numa Pompilio Escobar Zerman (1874-1949),
- Romulo Escobar Zerman (1882-1946)

kapta.

## Elterjedése
A fajok többsége az USA-ban él; egyes fajok Dél-Kanadáig (Alberta) felhúzódnak, mások Mexikó határvidékén honosak.

## Rendszertani helyzete
Szoros rokonságban áll:
- a Mammillaria nemzetséggel, amitől az axilla hiánya különbözteti meg és
- a Coryphanta nemzetséggel, amitől eltérő tövisezettsége, kisebb mérete és a külső lepelleveleik szálkás széle alapján különíthető el.

## Megjelenése, felépítése
Legtöbbjük kis termetű gömbkaktusz, de vannak oszlopos fajták is; ritkán némelyik faj a közepes méretet is eléri. Az idős növények szemölcsei elfásodnak.
Tövisei vékonyak, tűszerűek és sárgásak, barnásak, de főleg szürkésfehérek.
Virágai többnyire (az Escobaria vivipara fajcsoport és az Escobaria missouriensis kivételével) kicsik: átmérőjük rendszerint 1–2,5 cm. A virágok a hajtáscsúcs környékén nyílnak tavasszal. Termései dekoratív élénkpirosak.

## Életmódja
A legtöbb faj jól sarjad; sarjairól vegetatívan jól szaporítható. Az északi, jó fagytűrő fajok a Kárpát-medencében a szabadban is áttelelnek. Az idősebb növényekről a tövisek gyakran lehullanak.
A pangó vizet rosszul tűri, ezért a legjobban jó vízvezető talajon vagy kövek réseibe ültetve él meg.

## Fajok, alfajok
- Escobaria albicolumnaria (Escobaria sneedii var. albicolumnaria)
- Escobaria bella
- Escobaria chaffeyi
- Escobaria dasyacantha
- Escobaria deserti
- Escobaria duncanii
- Escobaria grata
- Escobaria guadalupensis (Escobaria sneedii var. guadalupensis)
- Escobaria laredoi
- Escobaria lauii
- Escobaria leei (Escobaria sneedii var. leei)
- eszkobárika (Escobaria minima)
- Escobaria missouriensis
- Escobaria missouriensis ssp. asperispina
- Escobaria missouriensis ssp. navajoensis
- Escobaria orcuttii (Escobaria sneedii ssp. orcuttii)
- Escobaria organensis (Escobaria sneedii var. organensis)
- Escobaria runyonii
- Escobaria sandbergii (Escobaria sneedii var. sandbergii)
- Escobaria sneedii (Escobaria sneedii ssp. sneedii)
- Escobaria tuberculosa
- Escobaria villardii (Escobaria sneedii var. villardii)
- Escobaria vivipara
- Escobaria zilziana